# Gallegos
Gallegos – gmina w Hiszpanii, w prowincji Segowia, w Kastylii i León, o powierzchni 21,8 km². W 2011 roku gmina liczyła 94 mieszkańców.